# Testudinella epicopta
Testudinella epicopta is een raderdiertjessoort uit de familie Testudinellidae. De wetenschappelijke naam van deze soort is voor het eerst geldig gepubliceerd in 1934 door Myers.